# One Love/People Get Ready
One Love/People Get Ready è una canzone interpretata da Bob Marley & the Wailers. Il brano, inserito nell'album Exodus del 1977, era già stato pubblicato dodici anni prima col titolo di One Love, ma solo per il mercato giamaicano.

## Storia
La canzone venne scritta da Bob Marley come pezzo di genere ska, col titolo di One Love, per poi essere pubblicata nel 1965 dai Wailers (il gruppo di cui Marley faceva parte) nel loro primo album The Wailing Wailers. Essa conteneva alcuni versi presi da un'altra canzone, intitolata People Get Ready, pubblicata quello stesso anno dagli Impressions e scritta dal leader Curtis Mayfield. Tuttavia, dal momento che One Love sarebbe stata pubblicata solo in Giamaica, che non aveva stringenti regole sui diritti d'autore, non si sentì la necessità di puntualizzare la cosa. Quando poi la canzone venne ripresa nel 1977 per il mercato mondiale, per evitare problemi si preferì dare al pezzo entrambi i titoli e attribuirlo a entrambi gli autori.
La canzone venne pubblicata come singolo nel 1984, in occasione dell'uscita dell'antologia Legend.

## Influenza culturale
L'espressione "one love", originata da questa canzone, negli ambienti rastafari e della musica reggae e hip hop indica la fratellanza universale tra tutti gli esseri umani, a prescindere da sesso, razza, credo. È spesso utilizzata come saluto.

## Video
Dopo la morte di Bob Marley, nel 1984 è stato realizzato un video in cui appare l'ex membro dei Beatles Paul McCartney e altri artisti.

## Classifiche
| Classifica (1984) | Posizione massima |
| ----------------- | ----------------- |
| Belgio (Fiandre)  | 4                 |
| Irlanda           | 6                 |
| Nuova Zelanda     | 1                 |
| Paesi Bassi       | 3                 |
| Regno Unito       | 5                 |